# 恋するキムチ
『恋するキムチ』（こいするキムチ）は、NHK岐阜放送局が2011年に制作したテレビドラマ。NHK岐阜放送局の開局70周年記念番組として放送された。

## 番組概要
岐阜県各務原市を舞台とし、各務原市のご当地グルメ「各務原キムチ」が誕生する過程とキムチ誕生に関わった人々の人間模様を描いている。
NHK岐阜放送局が全面的に制作を担当し、中部地方で先行放送を行った後に全国放送が行われた（全国放送での経緯は後述）。
主演には貫地谷しほりを起用。また、韓国の6人組ダンスヴォーカルグループ超新星のリーダー、ユナクがドラマ初出演を果たしている。

## あらすじ
各務原市と姉妹都市提携を結んだ韓国の春川市が韓国ドラマ『冬のソナタ』のロケ地として人気が出る中、各務原市では姉妹都市提携記念の『冬のソナタ』のイベントで盛り上がっていた。各務原市観光課に勤める伴野みのり（貫地谷しほり）は、ある日春川市から国際交換職員として来ていたイ・ウォンジュン（ユナク）と出会う。
イの歓迎会で、みのりは韓国のマッコリを飲みながら、キムチを各務原の特産にしてはと公言する。そして、そのアイディアが市長の早矢仕（八名信夫）の耳に入り、キムチプロジェクトが動き出す。
キムチプロジェクトのリーダーを任されたみのりは、キムチ作りに奔走する。だが、みのりの周囲は懐疑的な意見が多く、イともキムチへの考え方で意見を異にする。みのりには幼少期、母親を亡くした境遇を持っており、ニンジン生産業者である父親の一雄（北見敏之）がみのりを育ててきた。一雄はみのりにいつも「きんぎょめし」というニンジンの炊き込みご飯を作っていた。キムチ作りに励んでいたみのりに、イは塩の入れ方でアドバイスをしたことによって、二人の考えは少しずつ近づいていくことになる。
そんな中、みのりは突然プロジェクトのリーダーから外すことを市長から言い渡される。果たして、みのりはキムチを各務原の名産品として作ることができるか。

## キャスト
- 伴野みのり：貫地谷しほり
- イ・ウォンジュン：ユナク（超新星）
- 加藤春香：小島藤子
- 安江陽子：宮璃アリ
- 川瀬綾乃：黒宮万理
- 大谷敏樹：鬼頭卓見
- 苅谷正枝：角替和枝
- 伴野一雄：北見敏之
- 早矢仕権三（各務原市長）：八名信夫

## 主なロケ地
- 各務原市役所（庁舎外、市長室）
- 岐阜県立岐阜各務野高等学校
- 学びの森
- 新境川に架かる花見橋
- 名鉄各務原市役所前駅（名鉄各務原線、旧各務原飛行場前駅）
- 東ライフデザインセンター
- 河川環境楽園・オアシスパーク

## 放送日・放送時間
いずれも日本標準時（JST）で、特記のないものは総合テレビでの放送。
中部7県（愛知県・岐阜県・三重県・静岡県・福井県・石川県・富山県）
- 2011年2月18日 19:30 - 20:43
  - 通常放送される地域情報番組『ナビゲーション』と『金とく』の枠を利用して、先行放送が実施された。ドラマ本編（53分）と残りの時間は「おいしい“恋キム”」として、岐阜県のグルメ（各務原キムチと奥美濃カレー）を紹介するコーナーを放送。市長役で出演した八名信夫が紹介した。

全国
- 2011年5月4日 15:05 - 15:58（ドラマ本編のみ、北海道・近畿地方・広島県を除く）
  - 北海道[1]：2011年5月5日 0:15 - 1:08（5月4日深夜）
  - 近畿地方[2]：2011年5月5日 13:50 - 14:43
  - 広島県[3][4]：2011年5月15日 15:05 - 15:58
- 2012年2月10日 22:00 - 22:55（BSプレミアム）

## 補足
全国放送に関しては、2011年5月4日に放送されるまでは放送日が2回延期・変更となっている。
- 当初は、2011年3月21日の13:05 - 13:58に放送を予定していた[5][6][7]。しかし、3月11日に発生した東北地方太平洋沖地震（東日本大震災）に伴う特別放送体制が実施されたことにより、放送日が延期となった。
- 3月21日の放送が延期となり、4月29日の15:05からの全国放送（兵庫県を除く）が一度は決定した[8]。しかし、東日本大震災の発生に伴い、祝日での国会中継（第177回国会・衆議院予算委員会 2011年度第1次補正予算審議）が臨時に実施されたため、この日の放送も延期となった。